# Adam Stålhammar den äldre
Adam Stålhammar, född 23 januari 1697 på Berg, Eksjö, död 3 juni 1770 på Byestad, var en svensk militär och godsägare.
Stålhammar var son till Jon Stålhammar (1659–1708) och Sofia Drake af Torp och Hamra (1662–1741)
samt från 1723 gift med Beata Margareta Bock af Näs (1695–1785) som var dotter till majoren Lennart Bock af Näs (1677–1734). Paret fick sonen Adam Stålhammar.
Stålhammar blev volontär vid Smålands kavalleriregemente 1711 och kvartermästare där 1712, kornett 1715 samt löjtnant 1716. Han fick ryttmästares avsked 1741. Han blev riddare av Svärdsorden 1770. I Korsberga socken drev han de två gårdarna  Byestads herrgård 1731–1770 och Ankarsnäs säteri 1750–1770 som sedan drevs vidare av hans änka.